# Reduce
Reduce — бесплатная система компьютерной алгебры общего назначения, имеющая расширенные возможности для применения в физике.
Разработку начал в 1960-е годы Энтони Хёрн, позднее к созданию системы присоединились и другие учёные. Система написана целиком на специально созданном для неё языке Portable Standard Lisp — диалекте Лиспа, включающим, в дополнении к языку со стандартным скобочным лисп-синтаксисом, специальный язык RSL с алголоподобным синтаксисом. RSL используется как основа для пользовательского языка системы.
С декабря 2008 года Reduce стал доступен бесплатно как открытое программное обеспечение под видоизменённой лицензией BSD license на сайте SourceForge, до этого пакет стоил 695 долларов.
Reduce имеет широкий набор средств для проведения аналитических вычислений, численных вычислений и построения графиков. По набору возможностей система близка к таким коммерческим системам как Maple и Mathematica. В то же время она обладает высокой степенью переносимости: она может работать на всех основных современных операционных системах на компьютерах, начиная от наладонных компьютеров, вплоть до самых мощных. Для редактирования научных текстов в Reduce может использоваться программа texmacs, что позволяет экспортировать документы в ряд популярных форматов, включая TeX (LaTeX) и HTML (MathML).
Доступна на различных платформах Unix, Linux, Microsoft Windows, Apple Macintosh, iOS и Android. Почти все эти реализации основаны на Portable Standard Lisp или Codemist Standard Lisp.